# Liza Marklund
Eva Elisabeth Marklund assina como Liza Marklund (Pålmark, 9 de setembro de 1962) é uma escritora e jornalista sueca. É mais conhecida pela sua série de romances policiais com a jornalista Annika Bengtzon como personagem principal. Um dos primeiros livros desta série – Estúdio Seis – foi publicado em 2000 e vendido em mais de 1 milhão de exemplares na Suécia e traduzido em 20 países. No seu conjunto, os 15 romances de Liza Marklund foram vendidos em mais de 23 milhões, e traduzidos para umas 40 línguas. O estilo e temática de Liza Marklund integram a tradição escandinava do ”romance criminal social”, tendo Liza acrescentado a dimensão cosmopolita e feminista.

## Biografia
Ela nasceu em Pålmark perto de [[Piteå], Condado de Norrbotten (Suécia). Marklund vive na Espanha com o marido Mikael.

### Carreira
Os romances policiais de Marklund com a repórter policial Annika Bengtzon se tornaram best-sellers internacionais. Ela ganhou o "Prêmio Poloni" (Polonipriset) 1998 para "Melhor Romance Sueco de Crime por uma Escritora" e "O Prêmio Debutante", (Debutantpriset) 1998 para "Melhor Primeiro Romance do Ano" com o romance policial Sprängaren, publicado em 1998.
Marklund foi nomeada Autora do Ano na Suécia em 1999 pelo sindicato sueco SKTF, ganhou o Prêmio Literário Sueco da rede de rádio RixFM em 2007 e foi selecionada a décima quinta mulher mais popular na Suécia de 2003 e a quarta mulher mais popular na Suécia de 2004 em uma pesquisa anual com 1.000 participantes, realizada pela ICA-kuriren, umapublicação publicada por uma rede de supermercados sueca.

### UNICEF
Em 2004, Liza Marklund foi nomeada embaixadora do Fundo das Nações Unidas para a Infância, UNICEF. O motivo foi seu longo interesse por questões relacionadas aos direitos humanos. Ela viaja regularmente em nome do UNICEF e entre outras coisas, aborda especialmente questões relacionadas à escravidão infantil e crianças com HIV e AIDS/SIDA no terceiro mundo.

## Bibliografia

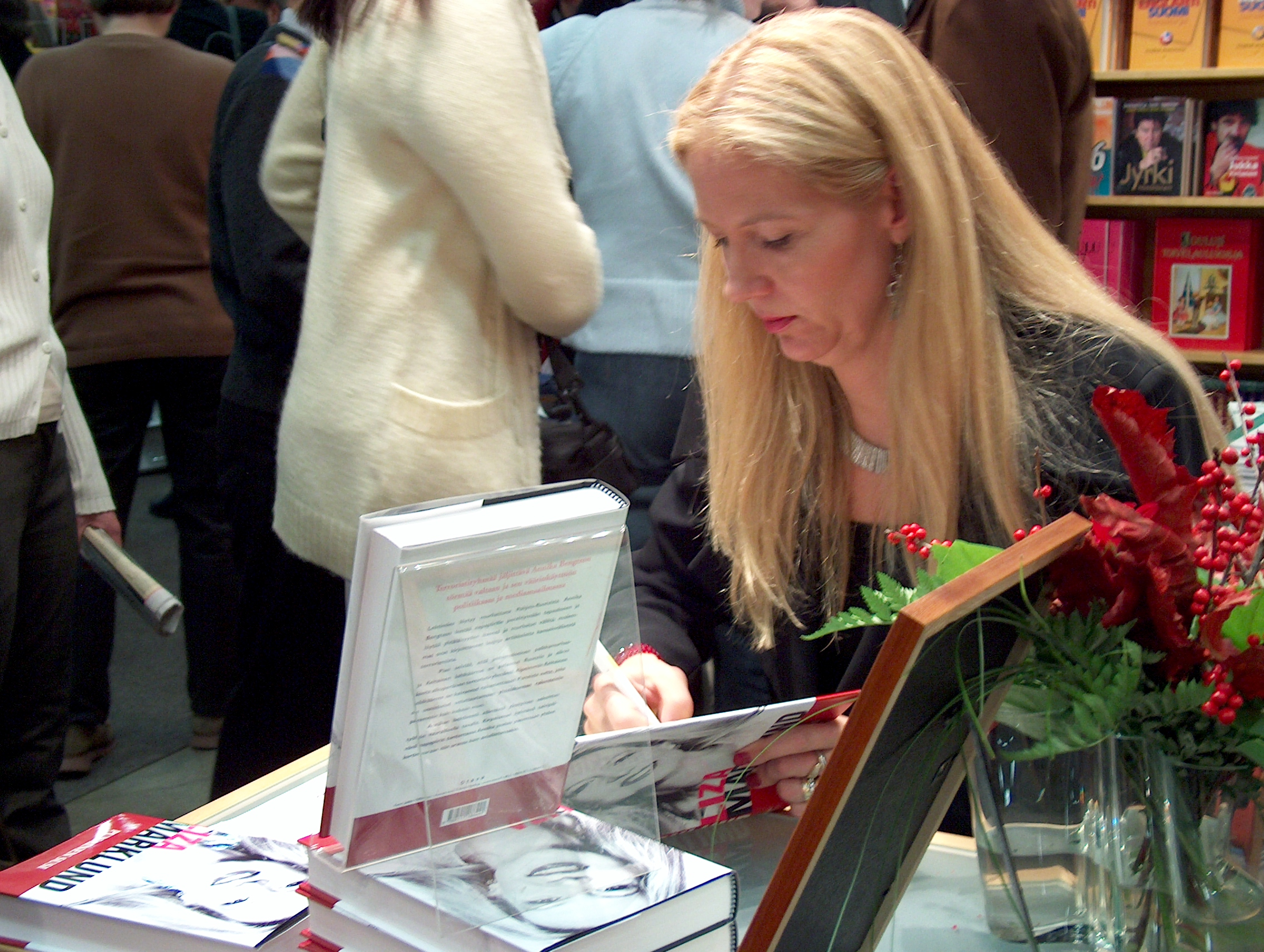
Liza Marklund assinando livos na Feira do Livro de Helsinki, 2003

### Romances sobre Annika Bengtzon
- Sprängaren (1998) - Tradução: A Bomba[2]
- Studio sex (1999) - Tradução: em Portugal: Homicídio no Parque (Porto Editora, 2005)
- Paradiset (2000) [5]
- Prime time (2002) [5]
- Den röda vargen (2003) [5] no Brasil: A Loba Vermelha (Bertrand Brasil, 2014) / em Portugal: Lobo vermelho (Porto Editora, 2013)
- Nobels testamente (2006) [3]
- Livstid (2007) [5]
- En plats i solen (2008) [5]
- Du gamla, du fria (2011)
- Lyckliga gatan (2013)
- Järnblod (2015)

### Romances sobre Maria Eriksson
- Gömda (1995,2000), de parceria com Maria Eriksson[4]
- Asyl (2004), de parceria com Maria Eriksson[5]

### TrilogiaPolar Circle(Stenträsktrilogin)
- Polcirkeln (2021)

### Livros isolados
- Postcard Killers (2010), de parceria com James Patterson[5]  no Brasil: Os Assassinos do Cartão Postal (Arqueiro, 2014)
- Pärlfarms (2019)

### Não-ficção
- Härifrån till jämställdheten (1998), de parceria com Lotta Snickare
- Det finns en särskild plats i helvetet för kvinnor som inte hjälper varandra  (2005), de parceria com Lotta Snickare[5]